# 卡尔文·汤姆金斯
卡尔文·汤姆金斯 (英語：Calvin Tomkins, 1925年12月17日—) 是一位美国作家，艺术评论家。

## 生平
1925年出生于新泽西州奥兰治，1948年毕业于普林斯顿大学。之后成为一名记者，1953年至1957年任职于自由欧洲电台／自由电台，1957年至1961年任职于《新闻周刊》1960年加入《纽约客》成为杂志撰稿人。

## 家庭
他有过四段婚姻。

## 著作
- 《商人与收藏》，译林出版社，2014年5月，ISBN 9787544733717
- 《杜尚》，武汉大学出版社，2019年9月，ISBN 9787307209572